# Yura (Wakayama)
Yura (jap. 由良町 Yura-chō) – miasto w Japonii, na wyspie Honsiu, w prefekturze Wakayama. Według danych na rok 2020 miejscowość zamieszkiwało 5 364 mieszkańców , a gęstość zaludnienia wyniosła 173,4 os./km².